# Vilar de Peregrinos
Vilar de Peregrinos is een plaats (freguesia) in de Portugese gemeente Vinhais en telt 164 inwoners (2001).